# Somatidia nodularia
Somatidia nodularia là một loài bọ cánh cứng trong họ Cerambycidae.